# David Chang
David Chang (Arlington, Virginia, Estados Unidos, 5 de agosto de 1977) es un cocinero y empresario estadounidense, propietario del grupo de restaurantes Momofoku. Su primer restaurante Momofuku Noodle Bar, abierto en 2004, ha sido premiado con dos estrellas Michelín.

## Trayectoria como cocinero
David Chang nació en 1977 en Arlington (Virginia, Estados Unidos) y es el menor de cuatro hermanos en una familia de ascendencia coreana. Su padre era un inmigrante que gestionaba una tienda de golf y dos restaurantes. Antes de dedicarse a la gastronomía, Chang tuvo una breve carrera como golfista juvenil, cursó educación superior en el Trinity College de Connecticut y luego desempeñó distintos trabajos, entre ellos uno como profesor de inglés en Japón.
Con 23 años se matriculó en el International Culinary Center de Nueva York, al tiempo que inició su carrera en varios restaurantes de Manhattan, entre ellos Craft de Tom Colicchio. Posteriormente emigró a Japón para aprender a hacer fideos soba y trabajar en las cocinas del hotel Park Hyatt en Tokio durante dos años.
Tras regresar a Estados Unidos en 2004, y gracias a un préstamo familiar, pudo abrir su primer restaurante en East Village: Momofuku Noodle Bar, especializado en ramen y baos. El nombre del local es un homenaje a Momofuku Andō, el creador de los fideos instantáneos. La reinterpretación que Chang hacía de la gastronomía japonesa con platos de temporada obtuvo buenas críticas, y le valió el premio de la Fundación James Beard al mejor chef revelación. Posteriormente usó esa marca para sus siguientes proyectos: Momofuku Ssäm Bar (cocina coreana, 2006), Momofuku Milk Bar (repostería, 2007) y Momofuku-Ko (cocina vanguardista, 2008).
Cinco años después de su debut, Momofuku Noodle Bar obtuvo dos estrellas Michelín en 2009.
Todos los restaurantes de la marca forman parte del grupo Momofoku, copropiedad de Chang y de la repostera Christina Tosi. Actualmente gestiona más de 15 locales distintos en Nueva York, Washington D. C., Las Vegas, Toronto (Canadá) y Sídney (Australia), así como otros negocios relacionados con la restauración, entre ellos la revista Lucky Peach.

## Trayectoria en televisión
Al margen de la cocina, Chang es también una personalidad mediática. Después de breves papeles en la serie de televisión Treme (HBO, 2010) y alguna participación como jurado en los realities Top Chef y MasterChef Australia, en 2012 aceptó protagonizar la primera temporada de The Mind of a Chef, serie creada por Anthony Bourdain para la televisión pública PBS; en ella hace un repaso de sus referentes culinarios y cuenta con las colaboraciones de reconocidos chefs como René Redzepi, Wylie Dufresne, Takashi Saito y Juan Mari Arzak.
El 23 de febrero de 2018 Netflix estrenó la serie Ugly Delicious, en la que Chang dedica cada episodio a analizar el impacto cultural y social de un plato específico.